# Moreira da Silva
Antônio Moreira da Silva (Rio de Janeiro, 1 de abril de 1902 — Rio de Janeiro, 6 de junho de 2000) foi um cantor e compositor brasileiro, também conhecido como Kid Morengueira. É considerado o criador do samba-de-breque, embora o breque já existisse em composições mais antigas como "Cansei", de Sinhô. Moreira da Silva nasceu no começo do século XX, 1902, quando o Rio de Janeiro estava em transformação, com a inauguração das primeiras salas de cinema.

## Infância, adolescência e vida pessoal
Antonio Moreira da Silva nasceu na Rua Santo Henrique (atual Carlos Vasconcelos) no bairro da Tijuca, no Rio de Janeiro. Filho mais velho de Bernardino da Silva Paranhos, trombonista da Polícia Militar e da dona de casa Pauladina da Silva Paranhos.
Abandonou a escola aos treze anos, quando o pai morreu (outra fonte afirma que o pai morreu de cirrose por consequência do excesso de consumo de bebidas alcoólicas quando Moreira tinha 5 anos), e a família ficou sem um maior apoio. Assim, trabalhou como vendedor de doce, entregador de marmita e catador de papel, tendo trabalhado até sua aposentadoria como servidor público. Na adolescência, atuou também numa barraca da festa da Penha, numa fábrica de meias e noutra de cigarro. Mais tarde, foi motorista de táxi e, depois, de ambulância.
Formou família ao se casar em 1928, permanecendo casado por 50 anos. Quando frequentava a zona do meretrício do Rio, Moreira conheceu Estera Gladkowicer, uma imigrante judia russa naturalizada brasileira que integrava a Associação Beneficente Funerária e Religiosa Israelita. Depois de algum tempo se prostituindo, Estera virou cafetina e administrou um bordel no Mangue, onde Moreira se encontrava com ela. Os dois ficaram juntos por 18 anos.

## Carreira

### Primeiros trabalhos
Um dia, ao fazer uma corrida para Ismael Silva, este lhe sugeriu que fizesse um teste na Odeon, por achar que ele tinha talento. Moreira foi à gravadora e passou no teste, gravando um disco com duas composições de Getúlio Marinho: "Ererê" e "Rei da Umbanda". Foi no terceiro que alcançou o sucesso, com o lado B "Arrasta a Sandália", de Aurélio Gomes e Baiaco.
Em 1934, entrou para a equipe do Programa Casé, da Rádio Philips. No mesmo ano, pela Columbia, lançou mais um sucesso: "Implorar", escrita por ele em parceria com Kid Pepe e J. Gaspar. Em 1937, a convite do então diretor artístico da Rádio Mayrink Veiga César Ladeira, foi para a emissora por um salário de quinhentos mil-réis, juntando-se a Francisco Alves, Carmen e Aurora Miranda, Gastão Formenti, João Petra de Barros, Patrício Teixeira, Mário Reis, Jorge Fernandes, Cyro Monteiro, Eriberto Muraro, José Maria de Abreu, Nonô, entre outras estrelas da rádio na época. Em 1939, a convite do fadista Manuel Monteiro, foi se apresentar em Portugal, o que lhe rendeu uma participação no filme A Varanda dos Rouxinóis, de José Leitão de Barros. Moreira ficou no país europeu por três meses.

### Decadência financeira
Pouco antes de ir para Portugal, Moreira se desligara da Mayrink. Além disso, por ter ficado três meses fora do país, não gravou nenhum disco e sua execução nas rádios caiu. Entre 1938 e 1939, ele gravou várias músicas pela Odeon e pela Columbia, mas nenhuma delas estourou. Além disso, a Rádio Nacional não quis renovar seu contrato e ofereceu-lhe somente um cachê simbólico por apresentações esporádicas. Em 1940, ele tentou dois discos, de novo sem sucesso. Em 1942, após temporada de um mês na Bahia, Moreira tentou o sucesso novamente comprando uma composição ("Lembranças da Bahia", para a qual constou como coescritor) de Geraldo Pereira, mas ainda não foi daquela vez.

### Volta ao sucesso
Moreira começou a lentamente reconstruir sua carreira no início dos anos 1950, quando Jorge Veiga foi da Tupi para a Rádio Nacional, abrindo uma vaga para Moreira. Ainda nos anos 1950, mais precisamente em 1954, tentou carreira política, candidatando-se a vereador do Distrito Federal, mas recebeu pouco menos de 400 votos. Em 1958, completou 32 anos de carreira no funcionalismo público e se aposentou como encarregado de garagem.
Em dado momento, a Odeon o convidou a gravar um disco com antigos sucessos, que saiu com o nome O Último Malandro. O LP renovou sua carreira, levando-o de volta às rádios e aos programas de televisão e rendendo um prêmio de Disco de Ouro, entre outros. A amizade com o poeta e radialista Miguel Gustavo começa nesta fase.

### Nova queda
Contudo, a chegada da bossa nova (que o cantor desmereceu) e da Jovem Guarda tiraram espaço dele e outros sambistas. Seu último disco, Moreira da Silva, o Tal Malandro, vendeu 1,5 mil cópias, resultado que levou a Odeon a colocá-lo na "geladeira". Contrariado pela relutância da gravadora em lançar um disco cheio seu, Moreira rescindiu seu contrato e foi para a Cantagalo, por meio da qual lançou os discos O Sucesso Continua e Manchete do Dia.
Em 1976, fez um show com Jards Macalé descrito como "antológico" por quem o assistiu. No ano seguinte, a dupla juntou-se ao Projeto Pixinguinha e excursionou por diversas capitais estaduais do Brasil. Participou do histórico disco de Chico Buarque de Holanda, a Ópera do Malandro de 1979, fazendo dueto com o próprio Chico.
Em 1992, foi tema do enredo da escola de samba Unidos de Manguinhos. Em 1995 gravou Os 3 Malandros in Concert com Dicró e Bezerra da Silva, aos 93 anos de idade. Em 1996, foi tema do livro Moreira da Silva - O Último dos Malandros. Com 98 anos de idade, ainda se apresentava em shows.

## Problemas de saúde e morte
Nos anos 1990, vivendo sua décima década de vida, Moreira tinha apenas 10% da visão no olho direito, tomado pela catarata. Realizou uma operação para resolver o problema, mas logo depois, teve de operar também a próstata. Sofrendo de insônia, passa a tomar lorax, o que o deixa debilitado ao longo do dia. Mesmo assim, seguiu fazendo shows até uma nova operação afastá-lo dos palcos por cinco meses. Seu último espetáculo foi Os 3 Malandros in Concert.
Em 29 de abril de 2000, Moreira da Silva caiu em casa e foi internado numa clínica particular, sendo depois levado ao Hospital dos Servidores do Estado, no Rio de Janeiro, em função dos altos custos da permanência na UTI. O cantor morreu na manhã de 6 de junho de 2000 em função de falência múltipla de órgãos.

## Discografia
Do lançamento mais novo para o mais antigo. Adaptado das fontes.
- 1995 - Bezerra, Moreira e Dicró - Os 3 Malandros In Concert • CID • CD
- 1994 - Mestres da MPB • Continental • CD
- 1993 - Moreira da Silva fotografa o Rio • EMI • CD
- 1990 - Moreira da Silva especial • EMI-Odeon • CD
- 1989 - 50 Anos de samba de breque • Fama • LP
- 1986 - Cheguei e vou dar trabalho • Top Tape • LP
- 1985 - O rei do gatilho • PolyGram • LP
- 1983 - O astro • Jangada • LP
- 1981 - A arte de Moreira da Silva • PolyGram • LP
- 1979 - O jovem Moreira • PolyGram • LP
- 1977 - Talento brasileiro • CID • LP
- 1973 - Consagração • CID • LP
- 1972 - 70 anos de samba • Tropicana • LP
- 1970 - Manchete do dia • Cantagalo • LP
- 1970 - Mo"Ringo"eira • Continental • LP
- 1968 - O sucesso continua • Cantagalo • LP
- 1968 - Morengueira • Imperial • LP
- 1967 - Moreira da Silva-O Tal Malandro • Odeon • LP
- 1966 - Conversa de botequim • Odeon • LP
- 1964 - A carta/Céu sem balões • Repertório • 78
- 1964 - Morengueira 64 • Odeon • LP
- 1963 - Rio alegre/Vem Emilinha • Magistral • 78
- 1963 - Botafogo/Herdeiros do Brasil • Regency • 78
- 1963 - O último dos moicanos • Odeon • LP
- 1963 - Tradição da Lapa;Pai Adão • Albatroz • 78
- 1962 - Malandro diferente • Odeon • LP
- 1962 - Moreira da Silva-O Tal Malandro • Odeon • LP
- 1962 - Bailarinos do gramado/Que loura é essa? • Odeon • 78
- 1962 - Dancê mademoisele/O último dos moicanos • Odeon • 78
- 1962 - Mundo de lata/Meu prazer • Orion • 78
- 1962 - Meu desejo/Fingida • Musidisc • 78
- 1961 - Malandro em sinuca • Odeon • LP
- 1961 - Aquele adeus/O rei do gatilho • Odeon • 78
- 1960 - Dona justina/O canto do pintor • Odeon • 78
- 1960 - Cinderela em negativo/Antigamente • Odeon • 78
- 1960 - Cardápio de Chang-Wu/Cachorro da madame • Odeon • 78
- 1959 - Gago apaixonado/Bamba de Caxias • Odeon • 78
- 1959 - Madona de minh'alma/Feliz Natal, minha mãe • Odeon • 78
- 1959 - A volta do malandro • Odeon • LP
- 1958 - Jogando com o capeta/Despreso • Odeon • 78
- 1958 - O último malandro • Odeon • LP
- 1957 - Chang Lang/Escuta moreninha • Odeon • 78
- 1956 - Zé Trombone/Tentação • Santa Anita • 78
- 1956 - Turma do funil/Brotinho bom • Santa Anita • 78
- 1956 - Moreira da Silva, O Tal!Santa Anita • LP
- 1955 - Portuguesa da minha rua/Aluga-se uma casa • Continental • 78
- 1954 - Diploma de pobre/A mão do Alcides • Continental • 78
- 1954 - Bamba de Caxias/Laranja tem vitamina • Continental • 78
- 1954 - Vote em mim/Capitão Guerreiro • Todamérica • 78
- 1953 - Arrependida/Viva o Cabral • Continental • 78
- 1953 - Bilhete premiado/Dormi no molhado/Jogo proibido/Malandro bombardeado • Continental • 78
- 1953 - 1 296 mulheres/Falsa Grã-fina • Continental • 78
- 1953 - Na carreira do crime/Poeta dos negros • Continental • 78
- 1952 - Cavaleiro de Deus/Na subida do morro • Continental • 78
- 1952 - Olha o Padilha/Rosinha • Continental • 78
- 1952 - Três-três/São Sebastião • Continental • 78
- 1951 - Viva o elefante/Ele tem que voltar • Carnaval • 78
- 1951 - Sempre a mulher/Boquinha de siri • Carnaval • 78
- 1950 - Arraiá do Barnabé/Olhai pelo Brasil • Star • 78
- 1950 - Entrevista/Sou motorista • Star • 78
- 1950 - Papai das coroas/Meu sapato • Star • 78
- 1949 - Mulher que eu gosto/Falta de elegância • Star • 78
- 1949 - Pra cubano ver/Alto, moreno e simpático • Star • 78
- 1949 - Helena querida/Resignado • Star • 78
- 1949 - Céu azul/Presépio encantado • Star • 78
- 1948 - Amigo desleal/Margarida • Odeon • 78
- 1948 - Estácio de Sá/A volta da jardineira • Odeon • 78
- 1948 - Rei dos ciganos/Ela é feia, mas é boa • Star • 78
- 1947 - Samba triste/Pernambuco, você é meu! • Odeon • 78
- 1947 - Rica cigana/São Cristóvão • Odeon • 78
- 1946 - Amigo-da-onça/Noiva da gafieira • Odeon • 78
- 1946 - O relógio da matriz/Adeus, Aurora • Odeon • 78
- 1945 - Falavas de mim com ela/O relógio lá de casa • Odeon • 78
- 1945 - Cremilda/Estúdio azul • Odeon • 78
- 1945 - O samba na Gamboa/Lindo Lar • Odeon • 78
- 1944 - Foi-se meu azar/Juracy, boca-de-siri • Odeon • 78
- 1944 - Meu grande amigo/Meu pecado • Odeon • 78
- 1943 - Antes, porém.../Conversando com satanás • Odeon • 78
- 1943 - Cigano/Copa Roca • Odeon • 78
- 1943 - Samba pro concurso/Maestro, toque aquela • Odeon • 78
- 1942 - Dormi no molhado/Fui a Paris • Odeon • 78
- 1942 - Lembranças da Bahia/Mentiras de madame • Odeon • 78
- 1942 - Conversa de camelô/Qu'este-ce que tu pense? • Odeon • 78
- 1942 - Diplomata/Voz do morro • Odeon • 78
- 1941 - Esta noite eu tive um sonho/Amigo urso • Victor • 78
- 1941 - O homem que se casa é feliz/Mendigo do amor • Victor • 78
- 1941 - Doutor em futebol/Bilhete branco • Victor • 78
- 1941 - Pára-quedista do amor/O jantar está na mesa • Odeon • 78
- 1941 - Nicolau/Dança do espalha • Odeon • 78
- 1940 - A deusa da vila/Com açúcar • Odeon • 78
- 1940 - Marcha ABC/Quando o sol apareceu • Odeon • 78
- 1940 - Olha a cara dela/Assim termina um grande amor • Victor • 78
- 1940 - A casinha amarela/Acertei no milhar • Odeon • 78
- 1939 - O trabalho me deu o bolo/Adeus, orgia adeus • Odeon • 78
- 1938 - Todo mundo está esperando/Mineiro sabido • Columbia • 78
- 1938 - Fraco abusado/Do amor ao ódio • Columbia • 78
- 1938 - Cassino/Nega Zura • Columbia • 78
- 1938 - Mineiro sabido/Chang-Lang se queimou • Columbia • 78
- 1938 - Nega de gafieira/Beijo furtado • Columbia • 78
- 1938 - Não sou mais aquele/Meu sofrimento • Columbia • 78
- 1937 - O trabalho me deu bolo/O que tem iaiá • Columbia • 78
- 1936 - Qual é teu desejo/Roxa de saudade • Columbia • 78
- 1936 - Depois de você/Adeus... vou partir • Columbia • 78
- 1936 - Olha a lua/Tenho tudo • Columbia • 78
- 1935 - Gosto de você iaiá/Coração constipado • Columbia • 78
- 1935 - Sá Miquilina/Foi em 1500... • Columbia • 78
- 1934 - Devias ser condenada/Implorar • Columbia • 78
- 1933 - Empurra/Implorei sua amizade • Victor • 78
- 1933 - Confesso/Homem não chora • Victor • 78
- 1933 - Cabrocha Inteligente/Quando a noite vem chegando • Victor • 78
- 1933 - Vou vender jornal • Columbia • 78
- 1933 - É batucada/Tudo no penhor • Columbia • 78
- 1933 - Xandica • Columbia • 78
- 1933 - No Morro de São Carlos/Eu vou comprar • Victor • 78
- 1933 - Abre a boca e feche os olhos/Olha à direita • Victor • 78
- 1933 - Levante o dedo/Cadê você, meu bem? • Victor • 78
- 1933 - Cadê você? • Victor • 78
- 1933 - Desperta/Confissão de malandro • Victor • 78
- 1932 - Na favela/Eu sou é bamba • Odeon • 78
- 1932 - Auê/Cafioto • Odeon • 78
- 1932 - Na mata virgem/Auê de Ganga • Odeon • 78
- 1932 - A baiana de nagô/Martirizado • Odeon • 78
- 1932 - Era meia-noite! • Parlophon • 78
- 1932 - Vejo lágrimas/Arrasta a sandália • Columbia • 78
- 1932 - Pra lá de boa /Oi, Maria • Victor • 78
- 1931 - Ererê/Rei da umbanda • Odeon • 78

## Filmografia
Adaptado da fonte.
- 1940 - Na Varanda dos Rouxinóis
- 1949 - Prá Lá de Boa
- 1959 - Maria 38
- 1959 - Garota Enxuta